# Prionapteryx
Prionapteryx is een geslacht van vlinders van de familie grasmotten (Crambidae), uit de onderfamilie Crambinae.

## Soorten
- P. achatina Zeller, 1863
- P. africalis Hampson, 1896
- P. albescens (Hampson, 1919)
- P. albiceps (Hampson, 1919)
- P. albicostalis Hampson, 1919
- P. albimaculalis (Hampson, 1919)
- P. albipennis Butler, 1886
- P. albipunctella (Marion, 1957)
- P. albistigma Wileman & South, 1918
- P. albofascialis (Hampson, 1919)
- P. albostigmata (Rothschild, 1921)
- P. amathusia Bassi & Mey, 2011
- P. amselella Bleszynski, 1965
- P. arenalis Hampson, 1919
- P. argentescens (Hampson, 1919)
- P. bergii Zeller, 1877
- P. brevivittalis Hampson, 1919
- P. carmensita Błeszyński, 1970
- P. cuneolalis Hulst, 1886
- P. delicatellus Caradja, 1927
- P. diaplecta (Meyrick, 1936)
- P. diffusilinea (Hampson, 1919)
- P. endoleuca Hampson, 1919
- P. eugraphis Walker, 1863
- P. flavipars (Hampson, 1919)
- P. fuscilella Swinhoe, 1895
- P. hedyscopa (Lower, 1905)
- P. identella Kearfott, 1908
- P. invectalis Walker, 1863
- P. lancerotella (Rebel, 1892)
- P. margherita Bleszynski, 1965
- P. mariaeludovicae Lucas, 1945
- P. mesozonalis Hampson, 1913
- P. moghrebana Lucas, 1954
- P. molybdella (Hampson, 1919)

- P. nebulifera Stephens, 1834
- P. neotropicalis Hampson, 1895
- P. nephalia Meyrick, 1936
- P. obeliscota (Meyrick, 1936)
- P. ochrifasciata (Hampson, 1919)
- P. phaeomesa (Hampson, 1919)
- P. plumbealis (Hampson, 1919)
- P. rubricalis Hampson, 1919
- P. rubrifusalis (Hampson, 1919)
- P. rufistrigalis (Fawcett, 1918)
- P. santella Kearfott, 1908
- P. scitulella Walker, 1866
- P. scitulellus (Walker, 1866)
- P. selenalis (Hampson, 1919)
- P. serpentella Kearfott, 1908
- P. soudanensis Hampson, 1919
- P. spasmatica Meyrick, 1936
- P. splendida Bassi & Mey, 2011
- P. strioliger Rothschild, 1913
- P. termia (Meyrick, 1885)
- P. texturella Zeller, 1877
- P. thysbesalis Walker, 1863
- P. yavapai Kearfott, 1908